# Tephrosia deflexa
Tephrosia deflexa är en ärtväxtart som beskrevs av John Gilbert Baker. Tephrosia deflexa ingår i släktet Tephrosia och familjen ärtväxter. Inga underarter finns listade i Catalogue of Life.